# Saint-Saury

Saint-Saury este o comună în departamentul Cantal, Franța. În 1 ianuarie 2022 avea o populație de 178 de locuitori.